# Géza Nagy
Géza Nagy (29 de desembre de 1892, Satoraljauhely – 13 d'agost de 1953, Kaposvár) fou un jugador d'escacs hongarès. Va obtenir el títol de Mestre Internacional (MI) el 1950.

## Resultats destacats en competició
Va ser Campió d'Hongria el 1924. El 1926 va participar a títol particular al 1st FIDE Masters, torneig individual que es disputà en paral·lel a la competició per equips de la II Olimpíada d'escacs no oficial a Budapest, i hi quedà 6è (el torneig individual el guanyaren ex aequo Ernst Grünfeld i Mario Monticelli, i la competició per equips, Hongria).

### Olimpíades oficials
Nagy va representar Hongria en dues Olimpíades d'escacs oficials, entre 1927 i 1928.
| Any  | Olimpíada    | Ciutat  | Tauler | Guanyades | Perdudes | Taules |
| ---- | ------------ | ------- | ------ | --------- | -------- | ------ |
| 1927 | I Olimpíada  | Londres | 2n     | 8         | 3        | 3      |
| 1928 | II Olimpíada | La Haia | 1r     | 9         | 2        | 5      |

En ambdues Olimpíades l'equip hongarès va aconseguir el primer lloc i la medalla d'or. A l'Olimpíada de 1928 va fer un molt bon resultat jugant al primer tauler, amb 11,5 punts de 16 possibles (71,9%), que li va valer el quart lloc al medaller individual, ex aequo amb el seu company d'equip Endre Steiner (la medalla d'or al millor resultat individual fou per al nord-americà Isaac Kashdan, amb 13/15 (86,7%).